# Längdhopp för herrar i friidrott vid olympiska sommarspelen 2012

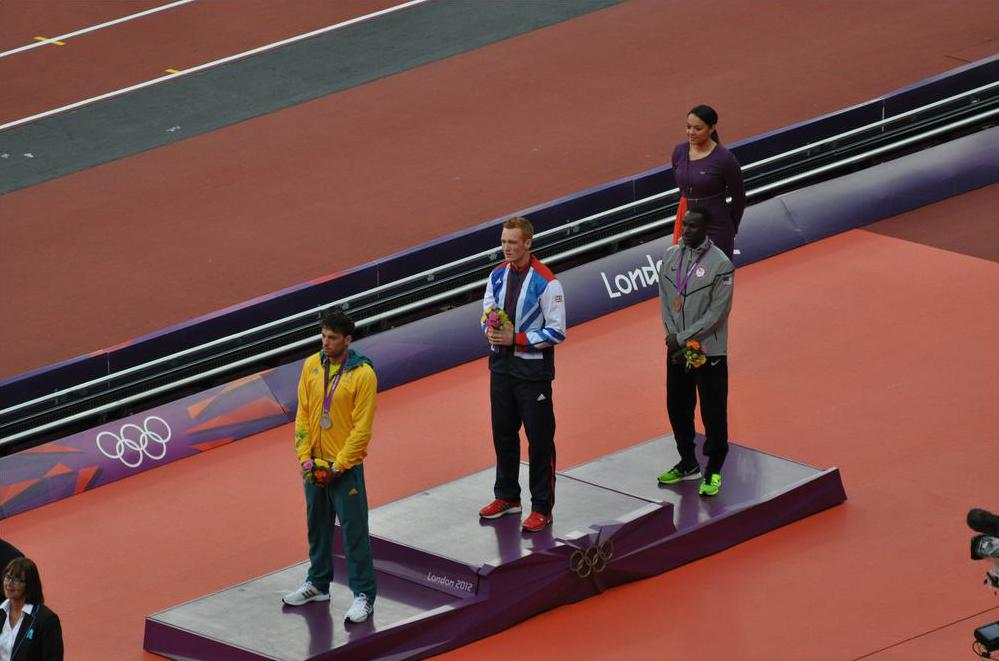
Prisutdelningen för längdhopp.

Herrarnas längdhopp vid olympiska sommarspelen 2012, i London i Storbritannien avgjordes den 3-4 augusti på Londons Olympiastadion. Tävlingen inleddes med en kvalomgång där alla längdhopparna försökte kvalificera sig till finalen. Deltagarna fick tre chanser var att hoppa längre än kvalgränsen. Om färre än 12 deltagare uppnått kvalgränsen när alla deltagare hoppat sina tre hopp gick de 12 bästa deltagarna vidare. Därefter hölls finalen där alla återigen fick tre hopp var; de åtta främst placerade deltagarna fick slutligen ytterligare tre hopp. Irving Saladino från Panama var regerande mästare efter segern i Peking 2008.

## Medaljörer
| Event     | Guld                           | Guld                           | Silver                   | Silver                   | Brons          | Brons          |
| Längdhopp | Greg Rutherford Storbritannien | Greg Rutherford Storbritannien | Mitchell Watt Australien | Mitchell Watt Australien | Will Claye USA | Will Claye USA |

## Rekord
Före tävlingarna gällde dessa rekord:
| Världsrekord (WR)     | Mike Powell (USA) | 8,95 m        | Tokyo, Japan        | 30 augusti 1991 | [ 4 ] |
| Olympiskt rekord (OR) | Bob Beamon (USA)  | 8,90 m        | Mexico City, Mexiko | 18 oktober 1968 | [ 5 ] |
| Världsårsbästa (WL)   | ej fastställt     | ej fastställt | ej fastställt       | ej fastställt   |       |

## Program
Tider anges i lokal tid, det vill säga västeuropeisk sommartid (UTC+1).
3 augusti
- 19:50 – Försök

4 augusti
- 19:55 – Final

## Resultat

### Försöksomgång
Den inledande kvalomgången hölls den 3 augusti.
| Placering | Grupp | Namn                      | Nationalitet     | #1   | #2   | #3   | Resultat | Noteringar |
| --------- | ----- | ------------------------- | ---------------- | ---- | ---- | ---- | -------- | ---------- |
| 1         | B     | Mauro Vinícius da Silva   | Brasilien        | 8.07 | 8.11 | -    | 8.11     | Q          |
| 2         | A     | Marquise Goodwin          | USA              | 8.11 | -    | -    | 8.11     | Q          |
| 3         | A     | Aleksandr Menkov          | Ryssland         | 7.87 | x    | 8.09 | 8.09     | q          |
| 4         | A     | Greg Rutherford           | Storbritannien   | 8.08 | 8.06 | -    | 8.08     | q          |
| 5         | B     | Christopher Tomlinson     | Storbritannien   | 7.62 | 8.06 | -    | 8.06     | q          |
| 6         | A     | Michel Tornéus            | Sverige          | 8.03 | 7.49 | -    | 8.03     | q          |
| 7         | A     | Godfrey Khotso Mokoena    | Sydafrika        | x    | 7.81 | 8.02 | 8.02     | q          |
| 8         | A     | Will Claye                | USA              | 7.99 | x    | 7.86 | 7.99     | q          |
| 9         | B     | Mitchell Watt             | Australien       | x    | 7.99 | -    | 7.99     | q          |
| 10        | A     | Tyrone Smith              | Bermuda          | 7.73 | 7.75 | 7.97 | 7.97     | q, SB      |
| 11        | A     | Henry Frayne              | Australien       | 7.82 | x    | 7.95 | 7.95     | q          |
| 12        | B     | Sebastian Bayer           | Tyskland         | 7.92 | 7.88 | 3.96 | 7.92     | q          |
| 13        | A     | Christian Reif            | Tyskland         | 7.81 | x    | 7.92 | 7.92     |            |
| 14        | A     | Eusebio Cáceres           | Spanien          | 7.25 | 7.92 | 6.95 | 7.92     |            |
| 15        | B     | Aleksandr Petrov          | Ryssland         | 7.67 | 7.57 | 7.89 | 7.89     |            |
| 16        | B     | Sergej Morgunov           | Ryssland         | x    | 7.87 | x    | 7.87     |            |
| 17        | A     | Mohammad Arzandeh         | Iran             | 7.77 | 7.75 | 7.84 | 7.84     |            |
| 18        | B     | Ignisious Gaisah          | Ghana            | 7.72 | 7.79 | 7.50 | 7.79     |            |
| 19        | A     | Damar Forbes              | Jamaica          | 7.79 | x    | 7.48 | 7.79     |            |
| 20        | B     | Li Jinzhe                 | Kina             | 7.59 | 7.67 | 7.77 | 7.77     |            |
| 21        | B     | Raymond Higgs             | Bahamas          | x    | 7.76 | x    | 7.76     |            |
| 22        | A     | Alyn Camara               | Tyskland         | 7.72 | x    | 7.69 | 7.72     |            |
| 23        | A     | Salim Sdiri               | Frankrike        | 7.71 | 7.58 | 5.75 | 7.71     |            |
| 24        | B     | Ndiss Kaba Badji          | Senegal          | 7.66 | x    | 7.64 | 7.66     |            |
| 25        | B     | Arsen Sargsjan            | Armenien         | 7.38 | 7.62 | 7.60 | 7.62     |            |
| 26        | B     | Povilas Mykolaitis        | Litauen          | x    | x    | 7.61 | 7.61     |            |
| 27        | B     | Stanley Gbagbeke          | Nigeria          | x    | 5.71 | 7.59 | 7.59     |            |
| 28        | B     | Marcos Chuva              | Portugal         | x    | 7.55 | 7.06 | 7.55     |            |
| 29        | A     | Loúis Tsátoumas           | Grekland         | 7.53 | 7.48 | x    | 7.53     |            |
| 30        | A     | Štepán Wagner             | Tjeckien         | 7.39 | 7.50 | 7.47 | 7.50     |            |
| 31        | B     | Viktor Kuznjetsov         | Ukraina          | 7.43 | x    | 7.50 | 7.50     |            |
| 32        | B     | Luis Rivera               | Mexiko           | 7.42 | x    | 7.29 | 7.42     |            |
| 33        | A     | Lin Ching-Hsuan           | Kinesiska Taipei | 7.38 | 7.35 | x    | 7.38     |            |
| 34        | A     | Supanara Sukhasvasti      | Thailand         | 7.38 | x    | 7.35 | 7.38     |            |
| 35        | A     | Boleslav Skhirtladze      | Georgien         | 7.26 | 6.95 | 6.90 | 7.26     |            |
| 36        | A     | Zhang Xiaoyi              | Kina             | 7.25 | x    | x    | 7.25     |            |
| 37        | B     | Mohamed Fathalla Difallah | Egypten          | x    | 7.08 | x    | 7.08     |            |
| 38        | B     | Roman Novotný             | Tjeckien         | x    | 6.96 | x    | 6.96     |            |
| 39        | B     | George Kitchens           | USA              | x    | x    | 6.84 | 6.84     |            |
| 40        | A     | Vardan Pahlevanjan        | Armenien         | x    | 6.55 | x    | 6.55     |            |
| i.u.      | B     | Luis Felipe Méliz         | Spanien          | x    |      |      | NM       |            |
| i.u.      | B     | Irving Saladino           | Panama           | x    | x    | x    | NM       |            |

### Final
Finalen planeras ägde rum den 4 augusti.

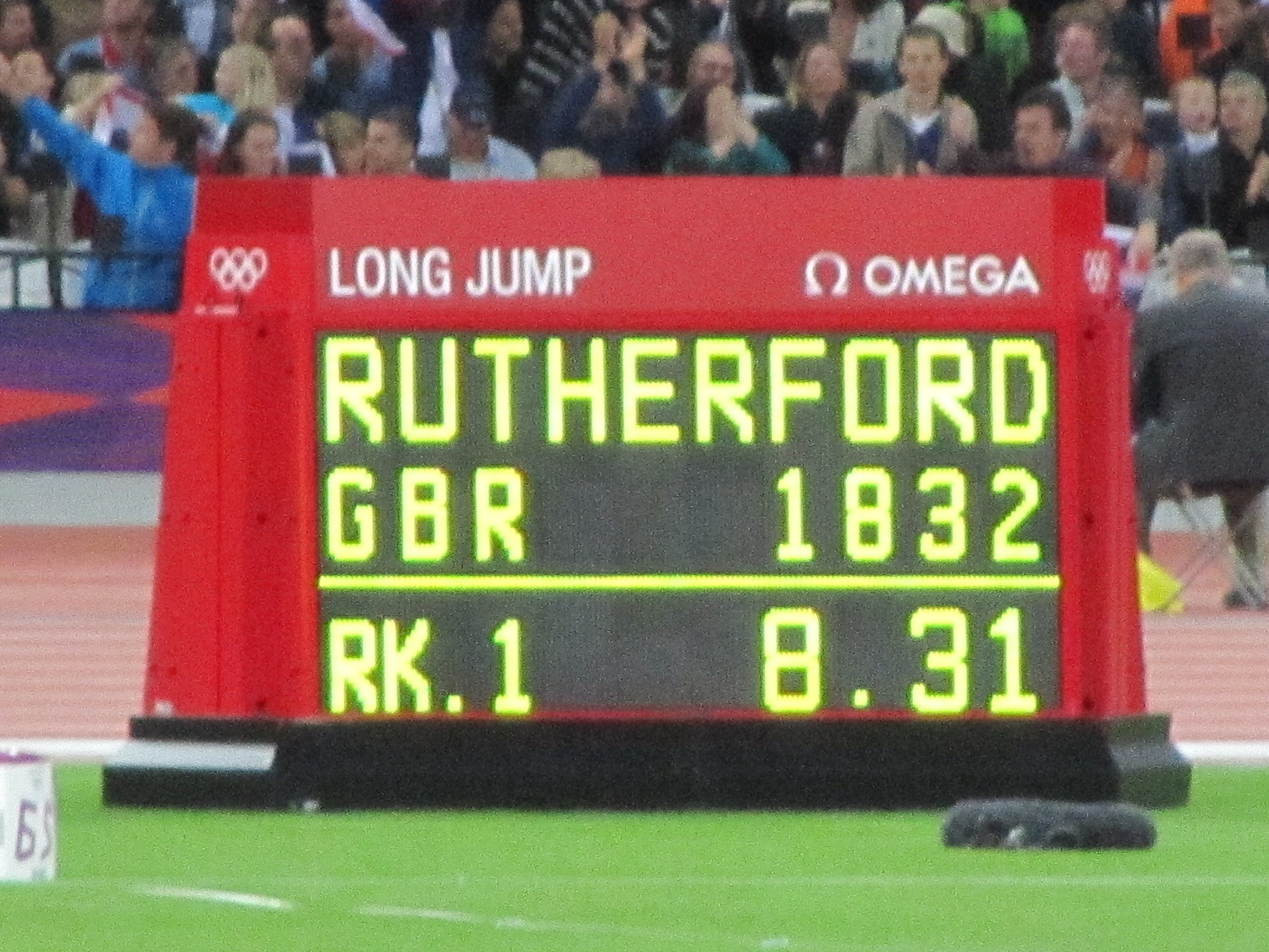

| Placering | Idrottare               | Nationalitet   | 1    | 2    | 3    | 4    | 5    | 6    | Resultat | Noteringar |
| --------- | ----------------------- | -------------- | ---- | ---- | ---- | ---- | ---- | ---- | -------- | ---------- |
| 1         | Greg Rutherford         | Storbritannien | 6.28 | 8.21 | 8.14 | 8.31 | x    | 6.33 | 8.31     |            |
| 2         | Mitchell Watt           | Australien     | x    | 7.97 | x    | x    | 8.13 | 8.16 | 8.16     |            |
| 3         | Will Claye              | USA            | 7.98 | 8.07 | 7.93 | 8.12 | 7.96 | x    | 8.12     |            |
| 4         | Michel Tornéus          | Sverige        | 7.63 | 7.80 | 8.07 | 8.11 | 8.07 | 7.98 | 8.11     |            |
| 5         | Sebastian Bayer         | Tyskland       | 7.87 | x    | 7.96 | 8.10 | 7.96 | 7.98 | 8.10     |            |
| 6         | Christopher Tomlinson   | Storbritannien | 8.06 | 7.87 | 7.83 | 8.07 | 7.74 | 7.76 | 8.07     |            |
| 7         | Mauro Vinícius da Silva | Brasilien      | x    | x    | 7.96 | 8.01 | x    | x    | 8.01     |            |
| 8         | Godfrey Khotso Mokoena  | Sydafrika      | 7.93 | x    | 7.62 | x    | x    | x    | 7.93     |            |
| 9         | Henry Frayne            | Australien     | 7.85 | x    | 7.63 |      |      |      | 7.85     |            |
| 10        | Marquise Goodwin        | USA            | x    | 7.80 | 7.76 |      |      |      | 7.80     |            |
| 11        | Aleksandr Menkov        | Ryssland       | x    | x    | 7.78 |      |      |      | 7.78     |            |
| 12        | Tyrone Smith            | Bermuda        | 7.70 | x    | x    |      |      |      | 7.70     |            |